# Michael Johnson (voetballer uit 1988)
Michael Johnson (Urmston, 24 februari 1988) is een voormalig Engels voetballer.

## Loopbaan

### Manchester City
In de jeugd was Johnson een speler van Everton FC, maar in 2004 verruilde hij de club voor Manchester City. Op 21 oktober 2006 maakte hij zijn debuut in de hoofdmacht van de club in de uitwedstrijd tegen Wigan Athletic. In de weken daarna was hij Johnson een regelmatige invaller, tot hij een hamstringblessure kreeg. In zijn eerste seizoen kwam hij in totaal tot 10 wedstrijden.
Op 15 augustus 2007 maakte Johnson zijn eerste en het winnende doelpunt in de thuiswedstrijd tegen Derby County. Hij kwam seizoen tot 23 wedstrijden, waar hij twee keer in scoorde. Het seizoen daarop kreeg Johnson na een paar wedstrijden last van een hernia, een blessure die hem zeven maanden uit het eerste elftal hield.
In het seizoen 2009/10 speelde hij zijn eerste competitiewedstrijd op 10 december, maar liep in deze wedstrijd een enkelblessure op die hem tot het einde van het seizoen buiten de selectie hield. Eind juli 2011 tekende Johnson een eenjarig huurcontract bij Leicester City. Echter in januari 2012 liep hij opnieuw een blessure op en was weer voor langere tijd uitgeschakeld.
Sinds juli 2012 trainde Johnson bij de reserven van Manchester City. Hij kreeg geen rugnummer toegekend bij het eerste elftal en speelde ook geen wedstrijden. In december 2012 werd zijn contact bij Manchester verbroken.

## Internationaal
Johnson kwam uit voor Engeland -19 en Engeland -21